# Jiangsu Classic 2008
Jiangsu Classic 2008 (Guolian Securities Jiangsu Snooker Classic) var en inbjudningsturnering i snooker, som spelades mellan 4 och 8 juni 2008. I turneringen deltog åtta topp-16 spelare, och fyra kinesiska wild cards.

## Gruppspel
Alla matcher spelades som bäst av 3 frames.
| Spelare         | Resultat | Spelare         |
| Grupp A         | Grupp A  | Grupp A         |
| --------------- | -------- | --------------- |
| Shaun Murphy    | 2–0      | Jin Long        |
| Neil Robertson  | 0–2      | Liang Wenbo     |
| Ryan Day        | 0–2      | Joe Perry       |
| Shaun Murphy    | 2–1      | Liang Wenbo     |
| Ryan Day        | 2–1      | Neil Robertson  |
| Shaun Murphy    | 1–2      | Neil Robertson  |
| Joe Perry       | 2–1      | Jin Long        |
| Ryan Day        | 2–1      | Jin Long        |
| Joe Perry       | 2–1      | Liang Wenbo     |
| Ryan Day        | 2–0      | Liang Wenbo     |
| Shaun Murphy    | 0–2      | Joe Perry       |
| Neil Robertson  | 0–2      | Jin Long        |
| Liang Wenbo     | 0–2      | Jin Long        |
| Neil Robertson  | 0–2      | Joe Perry       |
| Shaun Murphy    | 0–2      | Ryan Day        |
| Grupp B         |          |                 |
| Mark Selby      | 2–1      | Li Hang         |
| Peter Ebdon     | 1–2      | Liu Chuang      |
| Allister Carter | 0–2      | Ding Junhui     |
| Mark Selby      | 2–0      | Liu Chuang      |
| Allister Carter | 2–1      | Peter Ebdon     |
| Ding Junhui     | 2–1      | Li Hang         |
| Mark Selby      | 1–2      | Peter Ebdon     |
| Allister Carter | 0–2      | Li Hang         |
| Ding Junhui     | 2–0      | Liu Chuang      |
| Allister Carter | 2–1      | Liu Chuang      |
| Mark Selby      | 0–2      | Ding Junhui     |
| Peter Ebdon     | 2–1      | Li Hang         |
| Liu Chuang      | 2–0      | Li Hang         |
| Peter Ebdon     | 1–2      | Ding Junhui     |
| Mark Selby      | 2–1      | Allister Carter |

| Position | Spelare        | SM | VM | VF | FF | +/– | Poäng |
| -------- | -------------- | -- | -- | -- | -- | --- | ----- |
| 1        | Joe Perry      | 5  | 5  | 10 | 2  | +8  | 5     |
| 2        | Ryan Day       | 5  | 4  | 8  | 4  | +4  | 4     |
| 3        | Jin Long       | 5  | 2  | 6  | 6  | 0   | 2     |
| 4        | Shaun Murphy   | 5  | 2  | 5  | 7  | –2  | 2     |
| 5        | Liang Wenbo    | 5  | 1  | 4  | 8  | –4  | 1     |
| 6        | Neil Robertson | 5  | 1  | 3  | 9  | –6  | 1     |

| Position | Spelare         | SM | VM | VF | FF | +/– | Poäng |
| -------- | --------------- | -- | -- | -- | -- | --- | ----- |
| 1        | Ding Junhui     | 5  | 5  | 10 | 2  | +8  | 5     |
| 2        | Mark Selby      | 5  | 3  | 7  | 6  | +1  | 3     |
| 3        | Peter Ebdon     | 5  | 2  | 7  | 8  | –1  | 2     |
| 4        | Liu Chuang      | 5  | 2  | 5  | 7  | –2  | 2     |
| 5        | Allister Carter | 5  | 2  | 5  | 8  | –3  | 2     |
| 6        | Li Hang         | 5  | 1  | 5  | 8  | –3  | 1     |

## Slutspel
|  | Semifinaler: Bäst av 7 frames | Semifinaler: Bäst av 7 frames |   |            | Final: Bäst av 11 frames | Final: Bäst av 11 frames |  |  |  |  |
|  |                               |                               |   |            |                          |                          |  |  |  |  |
|  | Joe Perry                     | 1                             |   |            |                          |                          |  |  |  |  |
|  | Mark Selby                    | 4                             |   |            |                          |                          |  |  |  |  |
|  | Mark Selby                    | 4                             |   | Mark Selby | 5                        |                          |  |  |  |  |
|  |                               |                               |   | Mark Selby | 5                        |                          |  |  |  |  |
|  |                               | Ding Junhui                   | 6 |            |                          |                          |  |  |  |  |
|  | Ding Junhui                   | Ding Junhui                   | 6 | 4          |                          |                          |  |  |  |  |
|  | Ding Junhui                   |                               |   | 4          |                          |                          |  |  |  |  |
|  | Ryan Day                      | 0                             |   |            |                          |                          |  |  |  |  |

## Final
| Final: Bäst av 11 frames. Wuxi City Sports Park Stadium, Wuxi, Kina, 8 juni 2008.                           |              |             |
| Mark Selby                                                                                                  | 5–6          | Ding Junhui |
| 63–50, 52–60, 67–41, 36–76 (50), 24–68 (59), 38–77 49–(70), 85 (64)–44, 93 (85)–14, 75 (74)–0, (52)–77 (61) |              |             |
| 85 | Högsta break | 70          |
| 0 | Centuries    | 0           |
| 4 | 50+ breaks   | 4           |